# Temps de residència
El temps de residència, també anomenat temps de renovació, és el temps mitjà necessari que una partícula d'una substància determinada està en un sistema concret. Si imaginem un dipòsit d'aigua, on aquesta entra i surt, el temps de residència serà el temps mitjà necessari per renovar completament el contingut del dipòsit a unes taxes de renovació determinades (cabals d'entrada i de sortida determinats).
Aquesta mesura no s'aplica tan sols a fluids que entren i surten d'un reservori. També és freqüentment emprada en biogeoquímica per substàncies que es troben en el medi ambient. La magnitud, que té les unitats d'un temps (anys, dies, etc.), depèn directament de la quantitat total de substància que hi ha en el sistema que sol ser considerat com una caixa negra, és a dir, independentment dels processos en els quals la substància intervingui. Per determinar el temps de residència, cal que el sistema es trobi en estat estacionari amb relació a la substància considerada, és a dir, que el flux d'entrada i el de sortida d'aquesta substància siguin iguals.
La definició bàsica del temps de residència està representada per una equació (adaptable per les diferents disciplines):
{\displaystyle {\frac {Quantitat~de~substancia}{Taxa~d'entrada~o~de~sortida}}}
L'expressió matemàtica genèrica de l'equació anterior seria: 
{\displaystyle \tau ={\frac {q}{V}}}
on τ representa el temps de residència, V és la capacitat del sistema i q els fluxos d'entrada i sortida.
El sistema en qüestió és arbitrari i pot ser definit segons les necessitats, d'acord amb l'aplicació. Si canvia la mida del sistema, el temps de residència també canviarà: com més gran sigui el sistema, més gran serà el temps de residència i a l'inrevés (assumint taxes d'entrada i sortida constants). Com indica l'equació, les taxes d'entrada i sortida també afecten el temps de residència. Si augmenten, el temps de residència serà més curt, però si disminueixen serà més llarg. Això, assumint que la concentració de substància en el sistema i la mida d'aquest es mantinguin constants.

## Supòsits
Quan es fa servir l'equació del temps de residència, se solen fer algunes assumpcions per tal de reduir la complexitat del sistema que es modela. Per exemple, pot assumir-se que els fluxos d'entrada i sortida, el volum del sistema o la temperatura són constants. També que la substància està distribuïda uniformement per tot el volum del sistema o que, dins del sistema, no tenen lloc processos de degradació química ni les partícules es lliguen a superfícies que dificultarien el seu transport o canviarien la seva concentració dins el sistema.
Això no obstant, sovint, es considera que la descomposició química de la substància que ha entrat en el sistema, en reaccionar amb altres components que també s'hi troben, redueix el temps de residència, ja que la substància seria eliminada del sistema abans que en sortís per altres vies. Si la degradació química o la interacció amb lligands són prou importants podrien comptabilitzar-se com a sortides.
Aplicacions:
El concepte de temps de residència és emprat en la ciència, la tecnologia i les disciplines mèdiques. Les diferents disciplines adapten la definició per tal que sigui més específica del que es vol estudiar. Depenent de la complexitat del sistema que està essent modelat i de l'aplicació que se li ha de donar, l'equació del temps de residència pot ser alterada significativament o d'altra banda, ser emprada com un factor.

## Biogeoquímica
En biogeoquímica, els diferents sistemes són els compartiments terrestres: litosfera, atmosfera terrestre, hidrosfera i biosfera. Aquests es poden subdividir. Per exemple, pel que fa a la hidrosfera trobem diferents subcompartiments: els oceans (aigües superficials i profundes), l'aigua present a l'atmosfera, rius, llacs, aigües subterrànies, glaceres, etc. En aquest cas, el temps de residència de l'aigua en aquests compartiments seria el temps mitjà que una molècula d'aigua passa en cada compartiment, des que hi entra fins que en surt.
A la taula següent podem veure una estimació dels temps de residència de l'aigua en diferents compartiments terrestres:
| RESERVORI                        | TEMPS DE RESIDÊNCIA |
| -------------------------------- | ------------------- |
| Oceans (total)                   | 34000 anys          |
| Oceans (aigua superficial        | 17000 anys          |
| Glaceres                         | 20 - 100 anys       |
| Antàrtida (glaceres continentals | 20000 anys          |
| Coberta de neu estacional        | 2 - 6 mesos         |
| Llacs                            | 50 - 100 anys       |
| Rius                             | 2 - 6 mesos         |
| Humitat del sòl                  | 1 - 2 mesos         |
| Aigua del subsòl (soma)          | 100 - 200 anys      |
| Aigua del subsòl (profunda)      | 10.000 anys         |
| Atmosfera                        | pocs dies           |

D'altra banda, diferents elements poden tenir temps de residència molt diferents en un mateix compartiment. Per exemple, els ions majoritaris presents a l'aigua de mar tenen un temps de residència molt més llarg que l'aigua mateixa, perquè es troben distribuïts uniformement i la salinitat de l'aigua de mar és poc variable. En podem veure alguns exemples a taula següent:
Compartiment: oceans
| Constituent | temps de residència x 10⁶ anys |
| ----------- | ------------------------------ |
| Sodi        | 75                             |
| Magnesi     | 14                             |
| Calci       | 1,1                            |
| Potassi     | 11                             |
| Clorur      | 120                            |
| Sulfat      | 12                             |

## Temps de residència en la piròlisi
El temps de residència és un factor que hem de tenir en compte, ja que dependent d'aquest obtindrem uns productes majoritaris o uns altres.
1. Piròlisi sua: el temps de residència és d'hores o dies. El producte que obtenim amb més quantitat és el sòlid.
2. Piròlisi ràpida: el temps de residència és d'1 segon a 5 segons. Podem obtenir de producte majoritari tant líquid com gas.
3. Piròlisi reactiva: els temps de residència són inferiors a 10 segons. Com a productes principals obtindrem majoritàriament líquid